# Osternienburg
Osternienburg este o comună în Saxonia-Anhalt, Germania